# Elettrometro

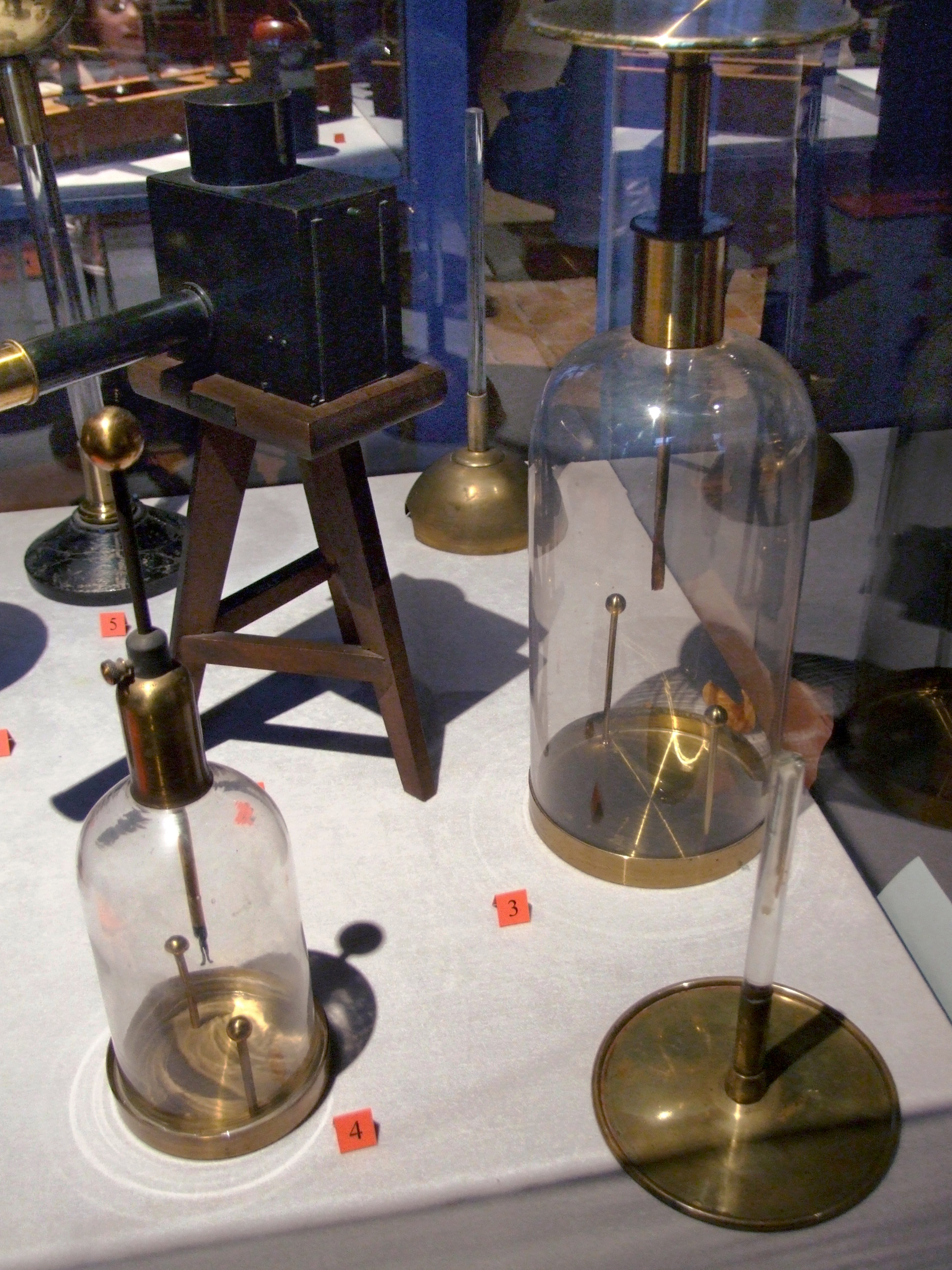
Elettrometro di Volta

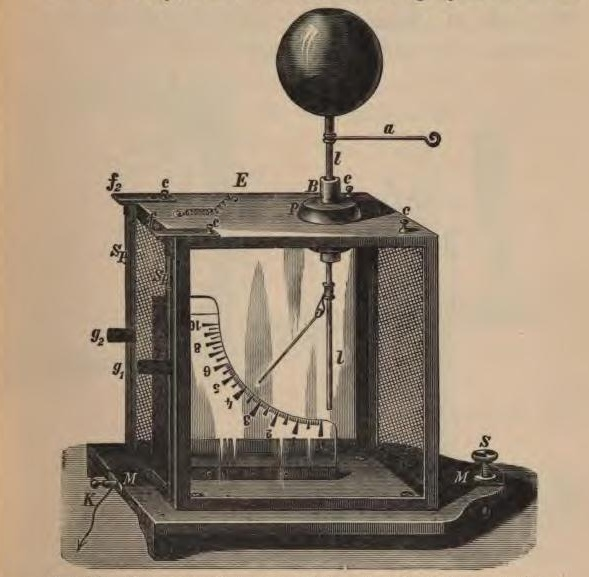
Elettrometro di Kolbe, strumento che usa una sottile foglia d'oro. Questo ha una leggera paletta in alluminio imperniata appesa accanto a una piastra metallica verticale. Quando caricata, la paletta viene respinta dalla piastra e si blocca ad angolo.

Un elettrometro è uno strumento elettrico usato per misurare la carica elettrica o la differenza di potenziale elettrico. Ne esistono di diverse tipologie, che vanno dagli storici strumenti meccanici fatti a mano ai dispositivi elettronici di alta precisione. I moderni elettrometri basati su tubo a vuoto o tecnologia allo stato solido possono essere utilizzati per effettuare misure di tensione e carica con correnti di dispersione molto basse, fino a 1 femtoampere. Uno strumento più semplice ma correlato, l'elettroscopio, funziona su principi simili ma indica solo le grandezze relative di tensioni o cariche.